# Route 402 (Terre-Neuve-et-Labrador)
Pour les articles homonymes, voir Route 402.
La route 402 est une courte route tertiaire de la province de Terre-Neuve-et-Labrador d'orientation ouest-est située dans l'ouest de l'île de Terre-Neuve, 35 kilomètres au sud-ouest de Corner Brook. Elle est une route très faiblement empruntée, reliant la Route Transcanadienne, la route 1, au village de Gallants. Elle se dirige vers l'ouest sur ses 4 premiers kilomètres, puis vers le nord jusqu'à Gallants, soit pendant 5 kilomètres. Route alternative de la 1, elle est nommée Main Road et Gallants Road, mesure 9 kilomètres, et est une route asphaltée sur l'entièreté de son tracé.

## Communautés traversées
- Gallants